# غيك كور

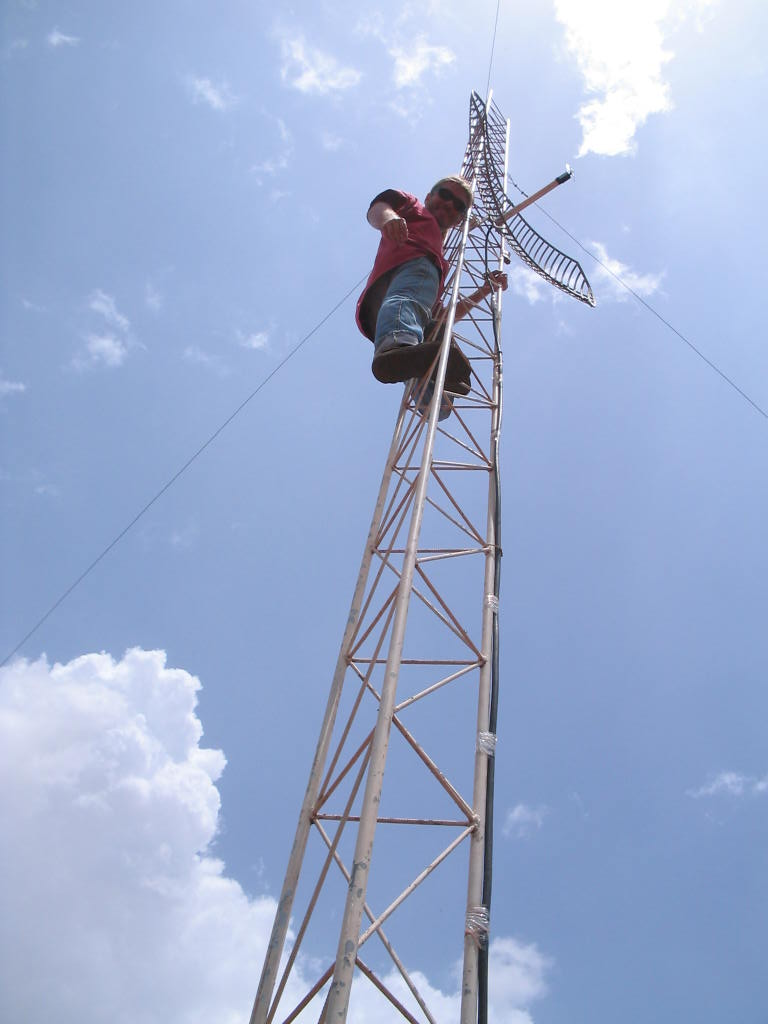

غيك كور (بالإنجليزية: Geek Corps) هي منظمة غير ربحية  ترسل الأشخاص ذوي المهارات التقنية إلى البلدان النامية للمساعدة في تطوير البنية التحتية للحاسوب.  تم إنشائها عام 2000 من قبل إيثان زوكرمان  وإليسا  كورنتير في نورث آدمز، ماساتشوستس. وفي عام 2001، أصبحت غيك كور شعبة من فيلق الخدمة التنفيذية الدولية في العاصمة واشنطن.
الإنشاء:
بعد زيارة قام بها زوكرمان إلى مكتبة غانا عام 1993، كان الافتقار إلى الموارد الحديثة المتاحة  سببا دفعه إلى إنشاء غيك كور بعد سنوات. أصبحت إليسا كورنتير الإنسانية والمصرفية  شريكا مؤسسا للمنظمة نظرا للحاجة إلى الحكمة المالية. وفي محاولة لزيادة الوصول إلى المعلومات الحالية وسد الفجوة الرقمية في الدول النامية، قام زوكرمان وزملاؤه بشراء شركة الإنترنت ترايبود بتمويل معظم ميزانية السنة الأولى لمنظمة غيك كور البالغة 350,000 دولار.  
المشاريع الكبرى:
غانا :
ابتداء من أيلول / سبتمبر 2000، تم اختيار 6 متطوعين تم اختيارهم من بين أكثر من 200 مقدم وكانت المهمة الأولى في أكرا، غانا.
كان الشريك المؤسس على دراية بالفعل بالبنبة التحتية في غانا. ذكر زوكرمان «لدى الحكومة سياسات اتصالات واستثمارات مرنة نسبيا، مما يجعل من الممكن بناء شركة تكنولوجيا المعلومات هناك».  كان تركيز منظمة غيك كور الأولي في غانا مساعدة الشركات في العاصمة أكرا بخبرتها في مجال تكنولوجيا المعلومات، وكان لديها تفاهم مع الشركات المحلية، وبعد تلقي المساعدة، كان على الشركات المعنية مساعدة السكان المحليين بمواردهم الجديدة. وكانت التحديات الأولية التي واجهتها المنظمة تتمثل في مهارات الاتصال والتعليم التي يحتاج إلى المتطوعون والاعتماد على لغات البرمجة القديمة للشركات المحلية. أدت مشاركة غيك كور إلى ابتكارات مثل نظام دفع جديد قائم على جافا للشركات المحلية في غانا، وكان لها دور فعال أيضا في إنشاء نقطة تبادل الإنترنت في غانا عام 2005.
مالي:
جاءت المساعدة الأولية في مالي من خلال برنامج تعبئة المجتمع من خلال تكنولوجيا الإذاعة (CMRT) الذي ترعاه الوكالة الأمريكية للتنمية الدولية. وفي إطار البرنامج، قامت غيك كور بتركيب 5 محطات إذاعية لتمكين الاتصال المحلي عبر المنطقة. وفي وقت لاحق، وفي إطار برنامج آخر الإذاعة لبناء السلام، قامت بتركيب 11 محطة أخرى وإجراء التجديدات للمحطات القائمة القديمة.
أنشأت منظمة غيك كور محطات تكنولوجيا المعلومات والاتصالات في المناطق الأقل كثاقة سكانية في مالي عام 2006. تم تحديث هذه المحطات بواسطة شريحة ذاكرة تم تسليمها من مركز كمبيوتر مزود بخدمة الإنترنت في مدينة أويليسيبوغو (Ouélessébougou). على الرغم من أن ذلك سمح للعديد من المواقع الريفية بالوصول إلى موارد محددة  على شبكة الإنترنت مثل صفحات الويت ووسائل الاعلام الرقمية، فقد تم تعديل البرنامج بعد عام بسبب عدم الاهتمام. أصبحت التحديثات السنوية لمزيد من المعلومات المرغوبة محور التركيز مثل مولين (Moulin) النسخة الفرنسية من ويكيبيديا.
1. ↑  وصلة مرجع: https://opencorporates.com/companies/us_ma/000694147.